# Manuel Giner Miralles
Manuel Giner Miralles (Valencia, 27 de diciembre de 1926- Valencia., 9 de mayo de 2019) fue un médico, empresario y político español. Fundador de Alianza Popular en la provincia de Valencia. 

## Biografía
Hijo de padres ganaderos. Sus padres, tuvieron siete hijos y crearon la empresa de lácteos El Prado. Durante la posguerra, estudió en el Colegio de San José de Valencia.
Tuvo a lo largo de su vida profundas convicciones religiosas. Fue vicepresidente de la rama de hombres de Acción Católica. Entre 1962 y 1967 participó activamente en Cursillos de Cristiandad, siendo sucesivamente profesor, rector y miembro del Secretariado coordinador de Cursillos en la diócesis valenciana. Su mujer, Consuelo también participó en la organización de la rama femenina.

### Trayectoria profesional
Tras completar los estudios en Medicina, especializándose en análisis químicos y hematología, fundó la Clínica del Consuelo en Valencia, germen del grupo Hospitales Nisa. Durante su presidencia, comenzó su expansión hasta convertirse en uno de los principales operadores de la sanidad privada española. Entre 1972 y 1997 fue nombrado director ejecutivo del grupo.

### Trayectoria política
Participó en la fundación de Alianza Popular en la provincia de Valencia, siendo miembro del Comité Ejecutivo Provincial del partido, presidente provincial y regional. En las elecciones de 1982 fue elegido diputado por Coalición Popular por la provincia de Valencia, pero dimitió en 1983 para presentarse a las elecciones a las Cortes Valencianas de 1983. Tras ser elegido diputado autonómico, fue nombrado presidente del Grupo parlamentario Popular.
Presidente del III congreso regional, en el IV se convirtió en coordinador regional. Fue el autor del programa autonómico de AP para las elecciones de junio de 1987 y nuevamente fue elegido diputado en las elecciones a las Cortes Valencianas de 1987. En esta ocasión únicamente ocupó el escaño autonómico entre julio y septiembre de 1987, a causa de la crisis en las filas populares. 

#### Crisis en Alianza Popular y paso a Unión Valenciana
Durante el verano de 1987 se inició la crisis. Tras una disputa mantenida con Ignacio Gil Lázaro, presidente provincial de Valencia, el 31 de octubre de 1987 Giner Miralles fue expulsado de AP.  Gil Miralles criticó al partido e hizo insinuaciones de pasarse a Unión Valenciana, donde contaba con el apoyo del presidente regional José Mª Escuín.
Poco después ingreso en Unión Valenciana, consumando la crisis en el Grupo Popular, ya que se pasa con el escaño que había ganado con AP al Grupo de UV. Con este partido fue candidato y fue elegido diputado en las elecciones a las Cortes Valencianas de 1991. En 1994 renunció al escaño y abandonó la política.
En 1998 fue nombrado presidente de la Fundación Juan Pablo II Familia y Vida. En enero de 2009 fue uno de los numerosos antiguos diputados de las Cortes Valencianas que reclamaron una pensión por su condición de antiguos parlamentarios.